# براون ولی (مینه‌سوتا)
براون ولی، مینه‌سوتا (به انگلیسی: Browns Valley, Minnesota) یک شهر در ایالات متحده آمریکا است که در مینه‌سوتا واقع شده‌است.

## خصوصیات
براون ولی ۲٫۰۵ کیلومترمربع مساحت و ۵۸۹ نفر جمعیت دارد و ۳۰۱ متر بالاتر از سطح دریا واقع شده‌است.